# أماندا عنقة
أماندا أنكا (بالإنجليزية: Amanda Anka)‏ مواليد 10 ديسمبر 1968 في نيويورك، نيويورك، الولايات المتحدة، هي ممثلة أمريكية بدأت مسيرتها الفنية عام 1991.

## وصلات خارجية
- أماندا عنقة على موقع IMDb (الإنجليزية)
- أماندا عنقة على موقع ألو سيني (الفرنسية)
- أماندا عنقة على موقع أول موفي (الإنجليزية)
- أماندا عنقة على موقع قاعدة بيانات الأفلام السويدية (السويدية)
- أماندا عنقة على موقع قاعدة بيانات الفيلم (الإنجليزية)
- أماندا عنقة على موقع كينوبويسك (الروسية)